# Bobsleigh als Jocs Olímpics d'Hivern de 1980
Als Jocs Olímpics d'Hivern de 1980 celebrats a la ciutat de Lake Placid (Estats Units) es disputaren dues proves de bobsleigh, ambdues en categoria masculina.
Les proves es realitzaren entre els dies 15 i 16 de febrer la prova de Bobs a 2 i entre el 23 i 24 de febrer de 1980 a les instal·lacions de Lake Placid. Hi participaren un total de 78 corredors d'11 comitès nacionals diferents.

## Resum de medalles
| Prova            | Or                                                                                        | Argent                                                                      | Bronze                                                                        |
| Bobs a 2 detalls | Suïssa · Suïssa IIErich Schärer · Josef Benz                                              | RDA · RDA IIBernhard Germeshausen · Hans-Jürgen Gerhardt                    | RDA · RDA IMeinhard Nehmer · Bogdan Musiol                                    |
| Bobs a 4 detalls | RDA · RDA IMeinhard Nehmer · Bogdan Musiol · Bernhard Germeshausen · Hans-Jürgen Gerhardt | Suïssa · Suïssa IIErich Schärer · Ulrich Bächli · Rudolf Marti · Josef Benz | RDA · RDA IIHorst Schönau · Roland Wetzig · Detlef Richter · Andreas Kirchner |

## Medaller
| Posició | País   | Or | Argent | Bronze | Total |
| 1       | RDA    | 1  | 1      | 2      | 4     |
| 2       | Suïssa | 1  | 1      | 0      | 0     |